# Albert L'Allemand
Albert L'Allemand (Flénu, 20 september 1916 - Doornik, 4 februari 1993), was een Belgisch volksvertegenwoordiger en burgemeester.

## Levensloop
Albert L'Allemand was aannemer in Belgisch-Congo (geprefabriceerde gebouwen en haveninstallaties). Rond 1958 kwam hij met het vergaarde fortuin naar België terug en liet zich in Hyon tot burgemeester aanstellen, een ambt dat hij tot in 1972 uitoefende.
In 1961 stichtte hij de Parti Social Indépendant, tamelijk poujadistisch van stijl en inhoud. Hij stelde zich kandidaat voor de wetgevende verkiezingen van 1961 in het arrondissement Bergen. Met 11,5 % van de stemmen werd hij verkozen en zetelde tot in 1965. 
In 1962 zocht hij toenadering tot de liberale partij, maar dit draaide op niets uit. Zijn eenmanspartij viel in duigen en in 1962 werd hij niet meer herkozen. Hij bleef alleen nog burgemeester van Hyon, en na de fusie met Bergen, bleef hij nog gemeenteraadslid tot in 1982.